# DWF
دي دبليو إف (بالإنجليزية: DWF)‏ اختصار لـ Design Web Format هو تنسيق خاص بملفات الرسومات الهندسية للعرض على الويب، والتي يتم إنتاجها بواسطة برنامج أوتوكاد AutoCAD من شركة أوتوديسك العالمية

يختلف هذا التنسيق عن تنسيق DWG بالآتي :
- وجود تأمين عالي للمعلومات الموجودة في الرسم الهندسي
- صغر حجم الملف نتيجة لضغط الملف الأصلي وعدم تضمين جميع المعلومات

ولا يعتبر تنسيق DWF بديلا عن تنسيق DWG ولكنه يوفر للمصممين والمهندسين ومدراء المشاريع والمشاركين في المشاريع القدرة على عرض الرسومات الهندسية ومراجعتها وطباعتها دون التعديل عليها وبدون الحاجة إلى توفر برنامج AutoCAD أو أي برنامج رسومات هندسية لديهم

ومنذ العام 2009 صدر إصدار جديد من التنسيق اسمه DWFx اعتمادا على المواصفة القياسية ISO/IEC 29500-2:2008

## التقنية
تنسيق الملف DWF من إنتاج شركة أوتوديسك AuotDesk العالمية وتقنية DWF تتكون من 3 مكونات رئيسية وهي :
- مكتبات ++C خاصة بالمطورين
- عارض لهذا النوع من الملفات لتسهيل العرض للاشخاص الذين ليس لديهم معرفة ببرنامج AutoCAD
- إضافات لكتابة هذا النوع من الملفات من التطبيقات الأخرى

## التاريخ
ظهر هذا النوع من تنسيق الملفات في العام 1995 بواسطة شركة أوتوديسك العالمية AutoDesk

## البدائل
- تنسيق PDF
- تنسيق SVG